# ماتيو غارالدا
ماتيو غارالدا (بالإسبانية: Mateo Garralda)‏ مواليد 1 ديسمبر 1969 في إسبانيا، هو لاعب كرة يد إسباني. مثل منتخب إسبانيا لكرة اليد. شارك في دورة الألعاب الأولمبية الصيفية سنة 1992.

## المسيرة الاحترافية
لعب مع جرانوليريس في الدوري الإسباني من سنة 1986 إلى 1991، ثم لعب مع أتلتيكو مدريد في موسم 1991–1992، ثم لعب مع كانتابريا في الدوري الإسباني من سنة 1992 إلى 1996، ثم لعب مع برشلونة من سنة 1996 إلى 1999، ثم لعب مع سان أنطونيو في الدوري الإسباني من سنة 1999 إلى 2006، ثم لعب مع أديمار ليون من سنة 2006 إلى 2008، ثم لعب مع غوادالاخارا في الدوري الإسباني في موسم 2011–2012.

## الإنجازات
- الدوري الإسباني لكرة اليد:
  - الفوز: 1993، 1994، 1996، 1997، 1998، 1999، 2002، 2005
- كأس السوبر الإسبانية لكرة اليد:
  - الفوز: 1993، 1997، 1998
- كأس ملك إسبانيا لكرة اليد:
  - الفوز: 1997، 1998، 2001
- الدوري الدنماركي لكرة اليد:
  - الفوز: 2009
- كأس إسبانيا لكرة اليد:
  - الفوز: 1995، 1996
- دوري أبطال أوروبا لكرة اليد:
  - الفوز: 1994، 1996، 1997، 1998، 1999، 2001
- كأس أبطال الكؤوس الأوروبية لكرة اليد:
  - الفوز: 1995، 2000، 2004
- كأس أوروبا لكرة اليد:
  - الفوز: 1993
- بطولة العالم لكرة اليد للرجال:
  - الميدالية الذهبية: 2005
- بطولة أوروبا لكرة اليد للرجال:
  - الميدالية الفضية: 1996، 1998، 2006
  - الميدالية البرونزية: 2000
- الألعاب الأولمبية الصيفية:
  - الميدالية البرونزية: 1996، 2000

## روابط خارجية
- ماتيو غارالدا على موقع الاتحاد الأوروبي لكرة اليد (الإنجليزية)
- ماتيو غارالدا على موقع أوليمبيديا (الإنجليزية)